# 渡邊大樹
渡邊 大樹（わたなべ ひろき、1953年〈昭和28年〉3月15日 - ）は、日本の経営者。
日本電信電話代表取締役副社長、電気通信共済会会長、インターネットイニシアティブ取締役、日本高速道路保有・債務返済機構理事長などを歴任した。

## 来歴
1976年（昭和51年）、東京大学経済学部を卒業し、同年4月、日本電信電話公社へ入社。
入社後、日本電信電話広報担当課長、人事労務部担当部長、同企画室担当部長、同持株会社移行本部第五部門担当部長、同第五部門担当部長、東日本電信電話法人営業部イノベーション部長、同法人営業本部担当部長、同経営企画部担当部長、同取締役経営企画部長、日本電信電話取締役経営企画部門長、同常務取締役経営企画部門長などを歴任。NTTグループのマネージメントや官民の人的ネットワークの折衝交渉を担った。
2012年（平成24年）6月、日本電信電話代表取締役副社長に就任。
2014年（平成26年）6月、一般社団法人電気通信共済会会長に就任。
2015年（平成27年）6月26日、インターネットイニシアティブ取締役に就任。
2018年（平成30年）4月1日、独立行政法人日本高速道路保有・債務返済機構理事長に就任。2022年（令和4年）3月31日まで務めた。

## 年譜
- 1976年（昭和51年）
  - 東京大学経済学部卒業
  - 4月 - 日本電信電話公社入社
- 1996年（平成8年） - 日本電信電話人事労務部担当部長[1][9][10]
- 1999年（平成11年）
  - 同社企画室担当部長[1]
  - 同社持株会社移行本部第五部門担当部長[1]
  - 同社第五部門担当部長[1]
- 2002年（平成14年） - 東日本電信電話法人営業部イノベーション部長[1]
- 2003年（平成15年） - 同社法人営業本部担当部長[1]
- 2005年（平成17年）
  - 同社経営企画部担当部長[1]
  - 6月 - 同社取締役経営企画部長[2][11][12]、相互接続推進部担当[13]
- 2008年（平成20年）
  - 2月 - NTTインベストメント・パートナーズ代表取締役社長に就任[14]
  - 6月 - 日本電信電話取締役経営企画部門長[2][15][16]
- 2011年（平成23年）6月 - 同社常務取締役経営企画部門長[2][17]
- 2012年（平成24年）6月 - 同社代表取締役副社長[2][18][19]
- 2014年（平成26年）6月 - 一般社団法人電気通信共済会会長[2]
- 2015年（平成27年）6月 - インターネットイニシアティブ取締役[8]
- 2018年（平成30年）4月 - 独立行政法人日本高速道路保有・債務返済機構理事長[1][3][20]